# Antidesma
Antidesma is een geslacht van bomen en struiken uit de familie Phyllanthaceae. Het geslacht telt ongeveer honderd soorten die voorkomen in tropisch Afrika, Zuid-Azië, Zuidoost-Azië, Oost-Azië, Australië en op talrijke oceanische eilanden.

## Soorten
- Antidesma acidum Retz.
- Antidesma alexiteria L.
- Antidesma ambiguum Pax & K.Hoffm.
- Antidesma annamense Gagnep.
- Antidesma baccatum Airy Shaw
- Antidesma bhargavae Chakrab. & N.P.Balakr.
- Antidesma brachybotrys Airy Shaw
- Antidesma brevipes Petra Hoffm.
- Antidesma bunius (L.) Spreng.
- Antidesma catanduanense Merr.
- Antidesma celebicum Miq.
- Antidesma chalaranthum Airy Shaw
- Antidesma chonmon Gagnep.
- Antidesma cochinchinense Gagnep.
- Antidesma comptum Tul.
- Antidesma concinnum Airy Shaw
- Antidesma contractum J.J.Sm.
- Antidesma coriaceum Tul.
- Antidesma costulatum Pax & K.Hoffm.
- Antidesma cruciforme Gage
- Antidesma curranii Merr.
- Antidesma cuspidatum Müll.Arg.
- Antidesma dallachyanum Baill.
- Antidesma digitaliforme Tul.
- Antidesma eberhardtii Gagnep.
- Antidesma edule Merr.
- Antidesma elassophyllum A.C.Sm.
- Antidesma elbertii Petra Hoffm.
- Antidesma erostre F.Muell.
- Antidesma excavatum Miq.
- Antidesma ferrugineum Airy Shaw
- Antidesma forbesii Pax & K.Hoffm.
- Antidesma fordii Hemsl.
- Antidesma fruticosum (Lour.) Müll.Arg.
- Antidesma fruticulosum Kurz
- Antidesma ghaesembilla Gaertn.
- Antidesma gillespieanum A.C.Sm.
- Antidesma hainanense Merr.
- Antidesma helferi Hook.f.
- Antidesma heterophyllum Blume
- Antidesma insulare Gillespie
- Antidesma japonicum Siebold & Zucc.
- Antidesma jayasuriyae Chakrab. & M.Gangop.
- Antidesma jongkindii Breteler
- Antidesma jucundum Airy Shaw
- Antidesma keralense Chakrab. & M.Gangop.
- Antidesma khasianum Hook.f.
- Antidesma kunstleri Gage
- Antidesma laciniatum Müll.Arg.
- Antidesma laurifolium Airy Shaw
- Antidesma leucocladon Hook.f.
- Antidesma leucopodum Miq.
- Antidesma macgregorii C.B.Rob.
- Antidesma maclurei Merr.
- Antidesma madagascariense Lam.
- Antidesma membranaceum Müll.Arg.
- Antidesma messianianum Guillaumin
- Antidesma microcarpum Elmer
- Antidesma minus Blume
- Antidesma montanum Blume
- Antidesma montis-silam Airy Shaw
- Antidesma myriocarpum Airy Shaw
- Antidesma neurocarpum Miq.
- Antidesma nienkui Merr. & Chun
- Antidesma nigricans Tul.
- Antidesma oblongum (Hutch.) Keay
- Antidesma orthogyne (Hook.f.) Airy Shaw
- Antidesma pachybotryum Pax & K.Hoffm.
- Antidesma pachystachys Hook.f.
- Antidesma pacificum Müll.Arg.
- Antidesma pahangense Airy Shaw
- Antidesma parvifolium F.Muell.
- Antidesma pendulum Hook.f.
- Antidesma petiolatum Airy Shaw
- Antidesma phanrangense Gagnep.
- Antidesma platyphyllum H.Mann
- Antidesma pleuricum Tul.
- Antidesma poilanei Gagnep.
- Antidesma polystylum Airy Shaw
- Antidesma pulvinatum Hillebr.
- Antidesma puncticulatum Miq.
- Antidesma pyrifolium Müll.Arg.
- Antidesma rhynchophyllum K.Schum.
- Antidesma riparium Airy Shaw
- Antidesma roxburghii Wall. ex Tul.
- Antidesma rufescens Tul.
- Antidesma sinuatum Benth.
- Antidesma sootepense Craib
- Antidesma spatulifolium Airy Shaw
- Antidesma stipulare Blume
- Antidesma subbicolor Gagnep.
- Antidesma subcordatum Merr.
- Antidesma tetrandrum Blume
- Antidesma tomentosum Blume
- Antidesma tonkinense Gagnep.
- Antidesma trichophyllum A.C.Sm.
- Antidesma vaccinioides Airy Shaw
- Antidesma velutinosum Blume
- Antidesma velutinum Tul.
- Antidesma venenosum J.J.Sm.
- Antidesma venosum E.Mey. ex Tul.
- Antidesma vogelianum Müll.Arg.

## Hybriden
- Antidesma × kapuae Rock